# Hermann Arendt
Hermann Arendt (* 23. Januar 1898 in Dingelstädt, Provinz Sachsen; † 28. Juni 1966 in Hemer, Nordrhein-Westfalen) war ein deutscher Kommunalpolitiker (SPD). Von 1946 bis 1948 war er der erste demokratisch gewählte Bürgermeister der Stadt Hemer in Nordrhein-Westfalen, die ihn im Januar 1957 zum Altbürgermeister ernannte.
Zu Zeiten der Weimarer Republik war Hermann Arendt erstmals politisch aktiv, als er 1918 als Mitglied in den Hemeraner Arbeiter- und Bauernrat berufen wurde. Bei der Gemeindeverordnetenwahl am 2. März 1919 zog er über die Wahlliste „Apel“ in die Gemeindevertretung ein. Fünf Jahre später trat er als Spitzenkandidat der Liste „Vereinigte Arbeitnehmer“ bei der Gemeinderatswahl am 4. Mai 1924 an. Auf diese Vereinigung sozialistischer Parteien und Politiker entfielen acht Sitze, während die bürgerliche Einheitsliste zehn Mandate erhielt. Zugleich wurde Arendt Mitglied in der Amtsversammlung des Amtes Hemer. Am 17. November 1929 führte er die SPD als Spitzenkandidat in die Gemeindevertreterwahl, bei der seine Partei mit einem Stimmanteil von 17 Prozent zweitstärkste Kraft wurde. In die Amtsversammlung wurde er ebenfalls wiedergewählt. Der gelernte Former führte die SPD am 12. März 1933 in die letzte Wahl der Gemeindevertretungen nach der Machtergreifung, in der seine Partei 10,7 Prozent der Stimmen erhielt. Noch vor dem endgültigen Verbot der SPD im Juni 1933 war Arendt aus der Gemeindevertretung ausgeschieden.
Hermann Arendt gehörte 1945 als „Beisitzer“ zum ersten Hemeraner Gemeindeausschuss nach dem Ende des Zweiten Weltkrieges und ab Ende 1945 auch dem Nachfolge-Gremium „Nominated Representative Councils“ an. Am 15. September 1946 wurde er als SPD-Vertreter auch in die erste frei gewählte Gemeindeversammlung der Stadt Hemer gewählt, die ihn in der konstituierenden Sitzung zum Bürgermeister bestimmte. Die SPD war mit 13 Sitzen als stärkste Fraktion in die Versammlung eingezogen. Bei den folgenden Kommunalwahlen im Oktober 1948 verloren die Sozialdemokraten diese Mehrheit, so dass Arendt sein Amt an das CDU-Mitglied Rudolf Maiworm abgeben musste.

## Auszeichnungen
- 1956: Ehrenmitglied des Bürger- und Heimatvereins Hemer e. V.
- 1957: Altbürgermeister der Stadt Hemer

Außerdem hat die Arbeiterwohlfahrt ein Seniorenwohnheim in Hemer nach Hermann Arendt benannt.